# Helius indivisus
Helius indivisus är en tvåvingeart som beskrevs av Alexander 1931. Helius indivisus ingår i släktet Helius och familjen småharkrankar. Inga underarter finns listade i Catalogue of Life.